# Vyrovnané náklady na elektřinu

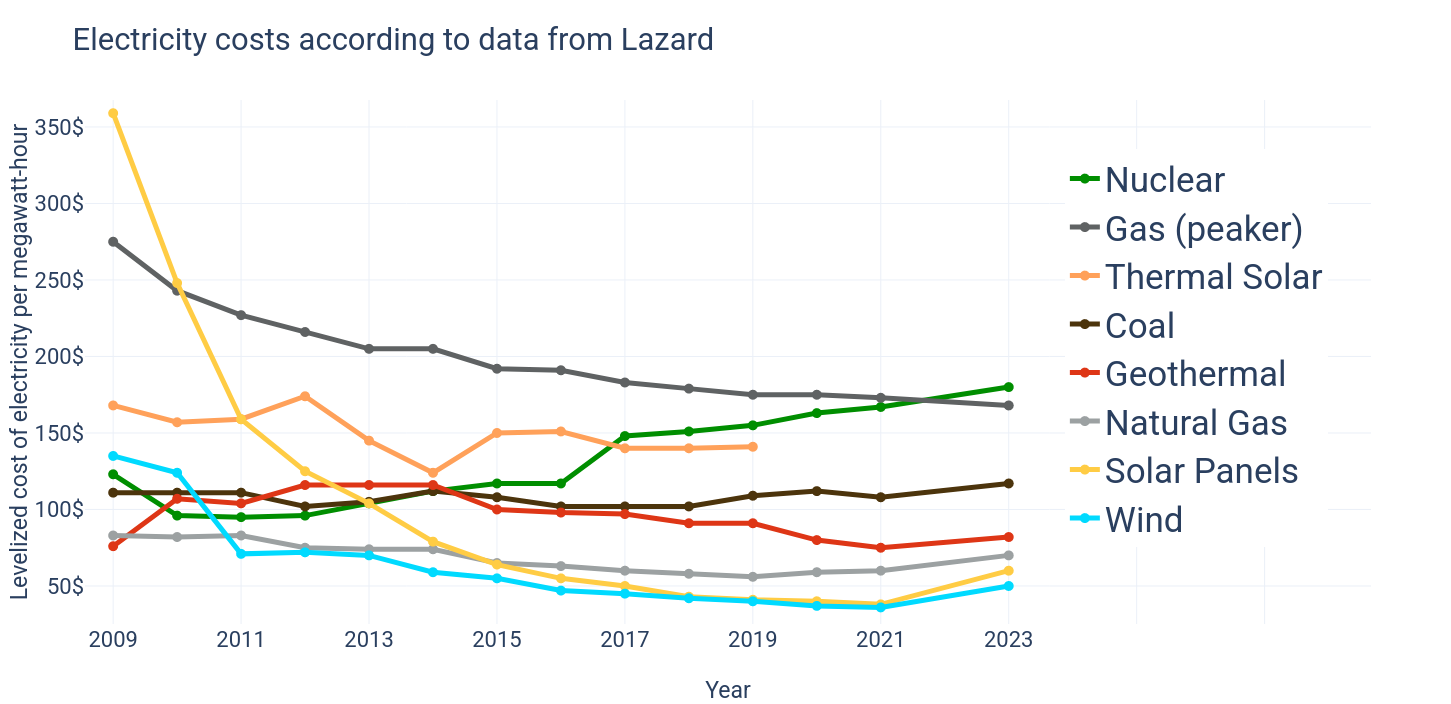
Průměrné nedotované vyrovnané náklady na energii. S rostoucím rozšířením udržitelných zdrojů energie se náklady na udržitelnou energii snížily, zejména u energie vyráběné solárními panely. Zdrojem dat: Lazard.

Vyrovnané náklady na elektřinu (LCOE) jsou měřítkem průměrných čistých současných nákladů na výrobu elektřiny pro výrobce po dobu jeho životnosti. Používají se k plánování investic a k důslednému porovnávání různých způsobů výroby elektřiny.
Obecnější termín „vyrovnané náklady na energii“ může zahrnovat náklady na elektřinu nebo teplo. Ten se také označuje jako vyrovnané náklady na teplo nebo vyrovnané náklady na vytápění (LCOH) či vyrovnané náklady na tepelnou energii.
Vyrovnané náklady na elektřinu „představují průměrný výnos na jednotku vyrobené elektřiny, který by byl nutný k pokrytí nákladů na výstavbu a provoz výrobny během předpokládané finanční životnosti a pracovního cyklu“, a vypočítá se jako poměr mezi všemi diskontovanými náklady za dobu životnosti výrobny elektřiny vydělenými diskontovaným součtem skutečně dodaných množství energie. vstupy pro LCOE volí odhadce. Mohou zahrnovat náklady na kapitál, vyřazení z provozu, náklady na palivo, fixní a variabilní náklady na provoz a údržbu, náklady na financování a předpokládanou míru využití.

## Definice
Náklady na výrobu energie závisí na nákladech během předpokládané životnosti zařízení a na množství energie, které se očekává, že zařízení během své životnosti vyrobí. Vyrovnané náklady na elektřinu (LCOE) jsou průměrné náklady v měně na jednotku energie, například EUR za kilowatthodinu nebo AUD za megawatthodinu. LCOE je odhad nákladů na výrobu energie, nevypovídá tedy nic o ceně pro spotřebitele a největší význam má z pohledu investora.
LCOE se vypočítá tak, že se sečtou všechny náklady na výrobu a vydělí se celkovým množstvím energie, které se má vyrobit. Ve vzorci:
{\displaystyle \mathrm {LCOE} ={\frac {\text{suma nákladů během životního cyklu}}{\text{suma elektrické energie vyrobené během životního cyklu}}}={\frac {\sum _{t=1}^{n}{\frac {I_{t}+M_{t}+F_{t}}{\left({1+r}\right)^{t}}}}{\sum _{t=1}^{n}{\frac {E_{t}}{\left({1+r}\right)^{t}}}}}}
| It | : | investiční náklady v roce t            |
| Mt | : | náklady na provoz a údržbu v roce t    |
| Ft | : | náklady na palivo t                    |
| Et | : | elektrická energie vyrobená v roce t   |
| r  | : | diskontní sazba                        |
| n  | : | očekávaný počet let provozu elektrárny | Poznámka: při používání vzorců pro vyrovnané náklady je třeba postupovat opatrně, protože často obsahují neznámé předpoklady, zanedbávají vlivy, jako jsou daně, a mohou být uvedeny v reálných nebo nominálních vyrovnaných nákladech. Například jiné verze výše uvedeného vzorce nediskontují tok elektřiny. Skutečná životnost může být podstatně delší nebo kratší, než se očekává.
Při porovnávání různých studií LCOE a zdrojů informací je třeba postupovat opatrně, protože LCOE pro daný zdroj energie je velmi závislé na předpokladech, podmínkách financování a analyzovaném technologickém nasazení. U každé technologie výroby elektřiny se LCOE v jednotlivých regionech výrazně liší v závislosti na faktorech, jako jsou náklady na palivo nebo zdroje energie, např. větrné.
Klíčovým požadavkem na analýzu je tedy jasné vyjádření použitelnosti analýzy na základě odůvodněných předpokladů. Zejména proto, aby bylo LCOE použitelné pro řazení alternativ výroby energie, je třeba dbát na jeho výpočet v „reálném“ vyjádření, tj. včetně úpravy o očekávanou inflaci.

## Předpoklady

### Kapacitní faktor
Předpoklad kapacitního faktoru má významný dopad na výpočet LCOE, protože určuje skutečné množství energie vyrobené konkrétním instalovaným výkonem. Vzorce, které počítají s výrobními náklady na jednotku energie ($/MWh), již kapacitní faktor zohledňují, zatímco vzorce, které počítají s výrobními náklady na jednotku výkonu ($/MW), jej nezohledňují.

### Diskontní sazba
Náklady na kapitál vyjádřené jako diskontní sazba jsou jedním z nejkontroverznějších vstupů do rovnice LCOE, protože významně ovlivňují výsledek a řada srovnání předpokládá libovolné hodnoty diskontní sazby s malou transparentností, proč byla zvolena konkrétní hodnota. Srovnání, která předpokládají veřejné financování, dotace a společenské náklady kapitálu, obvykle volí nízké diskontní sazby (3 %), zatímco srovnání připravená soukromými investičními bankami obvykle předpokládají vysoké diskontní sazby (7–15 %) spojené s komerčním ziskovým financováním. Předpoklad nízké diskontní sazby zvýhodňuje projekty jaderné a udržitelné energetiky, které vyžadují vysoké počáteční investice, ale následně mají nízké provozní náklady.
V analýze společnosti Lazard z roku 2020 citlivost na změny diskontního faktoru v rozmezí 6–16 % vede k různým hodnotám LCOE, ale ke stejnému pořadí různých typů elektráren, pokud jsou diskontní sazby pro všechny technologie stejné.

## Použití a omezení
LCOE se často uvádí jako vhodný souhrnný ukazatel celkové konkurenceschopnosti různých výrobních technologií, má však potenciální omezení. Investiční rozhodnutí zohledňují specifické technologické a regionální charakteristiky projektu, které zahrnují mnoho dalších faktorů, jež se v některých případech LCOE neodrážejí. Jedním z nejdůležitějších potenciálních omezení LCOE je, že nemusí kontrolovat časové efekty spojené s přizpůsobením výroby elektřiny poptávce. K tomu může dojít na dvou úrovních:
- Dispečerské schopnosti, schopnost výrobních systémů rychle se připojit, odpojit nebo zvýšit či snížit poptávku.
- Míra, do jaké profil dostupnosti odpovídá profilu tržní poptávky nebo je s ním v rozporu.[4]

Zejména pokud nejsou v projektech variabilních obnovitelných zdrojů energie, jako je solární a větrná energie, zahrnuty náklady na odpovídající skladování energie v síti, mohou tyto zdroje vyrábět elektřinu v době, kdy není v síti bez skladování potřeba. Hodnota této elektřiny může být nižší, než kdyby byla vyrobena v jinou dobu, nebo dokonce záporná. Zároveň mohou být variabilní zdroje konkurenceschopné, pokud jsou k dispozici pro výrobu v době, kdy je poptávka a ceny nejvyšší, například solární energie během letních středních denních špiček, které se projevují v horkých zemích, kde je hlavním spotřebitelem klimatizace.
Aby bylo zajištěno, že bude vždy k dispozici dostatek elektřiny pro uspokojení poptávky, může být zapotřebí skladování nebo záložní výroba, což zvyšuje náklady, které nejsou v některých případech zahrnuty do LCOE. Nadbytečná výroba v době, kdy není potřeba, si může vynutit omezení, čímž se snižují příjmy poskytovatele energie. Rozhodování o investicích do technologií výroby energie se může kromě LCOE řídit i dalšími ukazateli, jako jsou vyrovnané náklady na skladování (LCOS) a vyrovnané náklady na energii, kterým se lze vyhnout (LACE).
Dalším potenciálním omezením LCOE je, že některé analýzy nemusí dostatečně zohlednit nepřímé náklady výroby, které mohou zahrnovat společenské náklady na emise skleníkových plynů, další environmentální externality, jako je znečištění ovzduší, nebo požadavky na modernizaci sítě.
LCOE pro daného výrobce bývá nepřímo úměrné jeho kapacitě. Například větší elektrárny mají nižší LCOE než menší elektrárny. Proto může rozhodování o investicích na základě nedostatečně komplexních LCOE vést k příklonu k větším zařízením a zároveň k přehlížení příležitostí pro energetickou účinnost a úspory, pokud nejsou vypočteny jejich náklady a účinky a pro srovnání zahrnuty vedle čísel LCOE pro jiné možnosti, jako je výrobní infrastruktura. Pokud je toto opomenuto nebo neúplné, nemusí LCOE poskytnout komplexní obraz o potenciálních dostupných možnostech uspokojení energetických potřeb.